# Arquidiócesis de Cesarea de Palestina

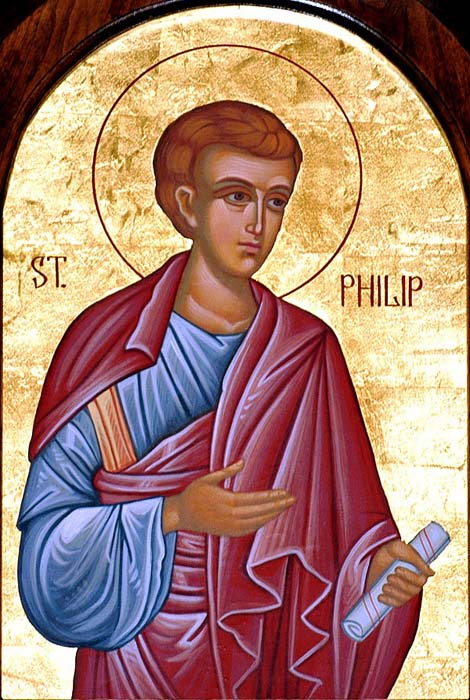
Según la narración de los Hechos de los Apóstoles (8,40), Felipe el Diácono fue el primero en evangelizar en Cesarea de Palestina.

La Arquidiócesis de Cesarea (en latín Archidioecesis Caesariensis in Palaestina) fue una jurisdicción eclesiástica cristiana, una de las cuatro arquidiócesis que hacían parte del patriarcado latino de Jerusalén, durante la época de las cruzadas, en el Reino de Jerusalén. Hoy 
sobrevive como sede titular de la Iglesia católica.

## Historia

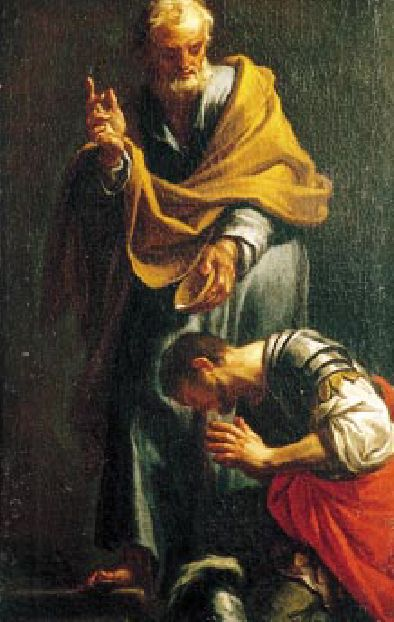
La escena en la que Pedro bautiza a Cornelio el Centurión ocurrió en la primera comunidad cristiana de Cesarea.

Cesarea Marítima era uno de las principales poblaciones de la Judea y uno de los principales puertos de oriente, por lo cual fue un lugar oportuno para la expansión del cristianismo. Según los Hechos de los Apóstoles el primero en evangelizar en ella fue Felipe el Diácono. Esta ciudad es el escenario de la conversión de Cornelio el Centurión y de la presencia de Pablo.
Durante los primeros cuatro siglos del cristianismo, los obispos de Cesarea tenían jurisdicción metropolitana en toda la Palestina romana, incluso sobre Jerusalén, y dependían directamente del patriarca de Antioquía. En el concilio de Calcedonia de 451, Jerusalén fue elevada al rango de patriarcado, compuesto por tres sedes metropolitanas, de las cuales Cesarea era primera, con jurisdicción sobre Judea. Desde entonces a sus obispos se les conoció con el título de protothronos, que era el más importante luego del patriarca.
Luego de las invasiones persa (612) y árabe (633), poco se sabe de la comunidad cristiana de Cesarea, sin embargo, se conocen algunos obispos griegos. A partir del siglo X, con el resurgir del Imperio bizantino los cristianos pasaron al dominio de Constantinopla, por lo tanto, luego del Cisma, Cesarea pasó a ser una diócesis ortodoxa.
Con la reconquista de los territorios cristianos, en época de las Cruzadas, y con la constitución del Reino de Jerusalén, se convirtió en una arquidiócesis de rito latino, con diez diócesis sufragáneas. Al caer el dominio latino en manos de los musulmanes, la diócesis fue suprimida y la comunidad cristiana prácticamente desaparecida. Solo continúa como sede titular en el seno de la Iglesia católica, vacante desde 1967.

## Episcopologio
Obispos y arzobispos griegos
- Zaqueo †
- Cornelio †
- Teófilo I †
- Zaqueo II †
- Teófilo II † (mencionado ca. 189)
- Teoctisto † (ca.217-ca. 258)
- Domno †

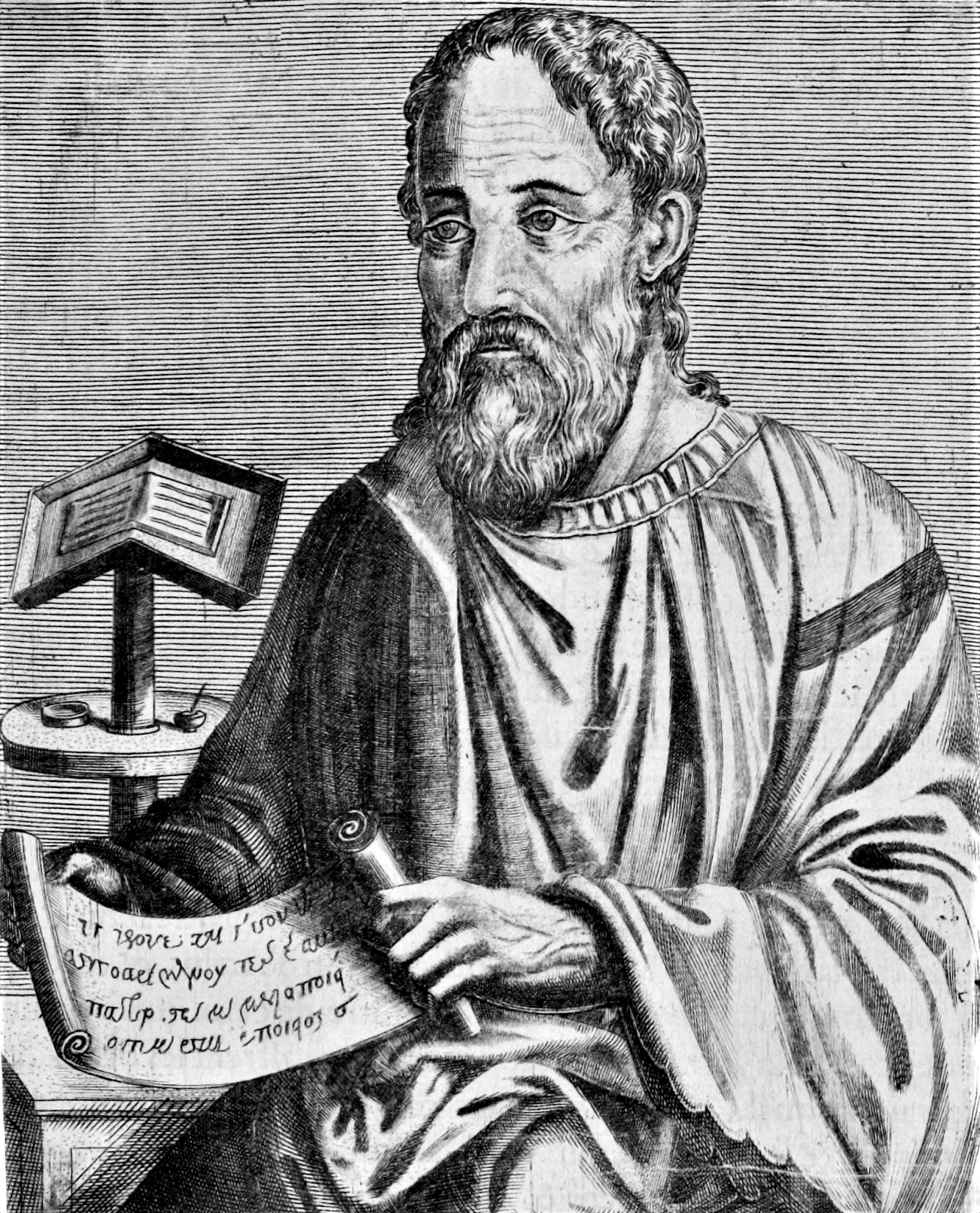
Eusebio de Cesarea es quizás el obispo más famoso de la sede.

- Teotecno † (finales del siglo III)
- Agapio † (entre los siglos III y IV)
- Agrícola ? † (mencionado en 314)
- Eusebio † (ca. 316 - 339 o 340)
- Acacio † (340 - 365 o 366)
- Filomeno † (366 - ?) (obispo arriano)
- Gelasio I † (367 - 373)
- Cirilo † (obispo arriano)
- Euzoio de Antioquía † (373 - 379) (obispo arriano)
- Gelasio I † (379 - ca. 395), por segunda vez.
- Juan I † (395 - 404)
- Eulogio † (404 - 417)
- Domnino † (417 - ?)
- Glicon † (mencionado en 451)
- Ireneo † (mencionado en 453)
- Gelasio II † (mencionado en 465 ca.)
- Gelasio III di Cizico † (mencionado en 476)
- Timoteo † (mencionado en 484)
- Juan II el Khozibita † (antes de 518 - ca. 536)
- Elia † (536 - ?)
- Sergio † (mencionado en 541)
- Juan III † (mencionado en 553)
- Partenio † (mencionado en 1084)
- Anastasio † (finales del siglo XI o inicios del XII)
- Sofronio † (siglo XIII)
- Elías † (mencionado en 1281)
- Melecio ? †

Arzobispos latinos
- Baldovino I † (1101 - 1107)
- Eremaro † (1107 - después de 1123)
- Gaudencio † (antes de 1136 - después de 1142)
- Baldovino II † (antes de 1147 - ca. 1156)
- Ermesio o Ervesio † (1157 - 1173)
- Heraclio † (1173 - después de 1179)
- Aimaro † (1181 - 1194)
- Pedro † (antes de 1199 - después de 1235)
- Bertrando † (antes de 1237 - después de 1238)
- Lociaumes (Joscellinus) † (1244 - enero de 1266)
- Mateo † (antes de 1277 - después de 1280)

Arzobispos titulares
- Gregorio † (?)

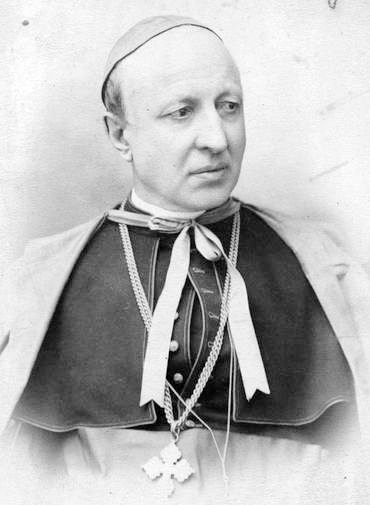
Antonio Agliardi fue arzobispo titular de Cesarea entre 1884 y 1896.

- Stefano † (18 de septiembre de 1377 - ?)
- Giacomo † (25 de junio de 1392 - ?)
- Ulrico † (?)
- Tommaso, O.F.M. † (17 de marzo de 1412 - después de 1424)
- Alberto † (12 de febrero de 1413 - ?)
- Suedero de Kulenburg † (10 de diciembre de 1432 - 1439)
- Ottone de Hochberg-Rotelen † (6 de septiembre de 1434 - 15 de noviembre de 1451)
- Giovanni Fabri † (11 de abril de 1440 - ?)
- Diego de Bedan, O.F.M. † (1 de abril de 1446 - ?)
- Alain de Lespervier, O.F.M. † (16 de mayo de 1451 - ?)
- Juan de Segovia † (20 de enero de 1453 - 24 de mayo de 1458)
- Henrik Kalteisen, O.P. † (1459 - 2 de octubre de 1465)
- Thomas Basin † (27 de mayo de 1474 - ?)
- Stefano † (?)
- Angelo † (?)
- Jacques Jouvint † (5 de marzo de 1488 - ?)
- Francesco, O.Cist. † (3 de octubre de 1489 - 1496)
- Nicola Ippolito † (18 de enero de 1493 - 1511)
- Alessandro de Cremona † (11 de abril de 1496 - después de 1508)
- Gerolamo de Plancha † (6 de junio de 1519 - 21 de agosto de 1531)
- Alderico Biliotti † (1 de junio de 1533 - ?)
- Giacomo Benuzio † (? - 4 de julio de 1572)
- Antonio Lorenzini † (4 de junio de 1568 - 2 de diciembre de 1575)
- Christophe de Cheffontaine, O.F.M. † (22 de mayo de 1579 - 26 de mayo de 1595)
- Pedro Manso † (9 de febrero de 1609 - 1609)
- Aristazio Azarian, C.A.M. † (23 de junio de 1827 - 6 de mayo de 1855)
- Jakub Bosagi, C.A.M. † (11 de septiembre de 1855 - 1 de octubre de 1883)
- Antonio Agliardi † (23 de septiembre de 1884 - 22 de junio de 1896)
- Pietro Gasparri † (12 de febrero de 1898 - 16 de diciembre de 1907)
- Vincenzo Sardi di Rivisondoli † (6 de abril de 1908 - 12 de agosto de 1920)
- Luigi Maglione † (1 de septiembre de 1920 - 16 de diciembre de 1935)
- Luigi Traglia † (20 de diciembre de 1936 - 28 de marzo de 1960)
- Dino Staffa † (3 de septiembre de 1960 - 26 de junio de 1967)